# Владивостокское военное губернаторство
Владивосто́кское вое́нное губерна́торство — отдельная военно-административная единица в Российской империи.
Учреждено 28 апреля (10 мая) 1880 года. Было выделено из состава Приморской области, куда входило всё побережье от Чукотки до Уссурийского края.
Состав: город Владивосток, полуостров Муравьёва-Амурского, остров Русский.
Административный центр — город Владивосток. Губернаторство подчинялось морскому ведомству.
9 (21) июня 1888 года упразднено и снова вошло в состав Приморской области, а в августе 1890 года во Владивосток из Хабаровска переносится местопребывание военного губернатора Приморской области и областного управления.

## Органы власти

### Военные губернаторы
| Ф. И. О.                        | Титул, чин, звание              | Время замещения должности                                     |
| ------------------------------- | ------------------------------- | ------------------------------------------------------------- |
| Фельдгаузен Александр Фёдорович | контр-адмирал                   | 28 апреля (10 мая) 1880 — 15 (27) октября 1886                |
| Энегельм Фёдор Петрович         | капитан 1 ранга, временно и. д. | 15 (27) октября 1886 — 31 октября (12 ноября) 1887            |
| Ермолаев Платон Иванович        | контр-адмирал, временно и. д.   | 31 октября (12 ноября) 1887 — 20 декабря 1888 (1 января 1889) |

Должность военного губернатора Владивостока была совмещена с должностью Главного командира портов Восточного океана.